# Lake District

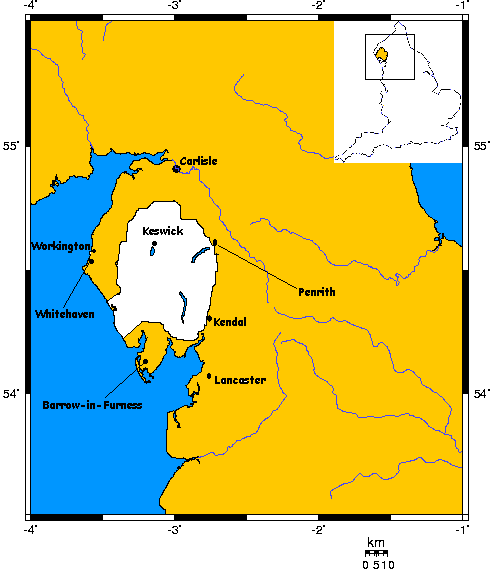
Localização do Lake District na Inglaterra

O Lake District National Park é um dos treze parques nacionais do Reino Unido. Situa-se inteiramente no condado de Cumbria, e é uma das raras regiões montanhosas da Inglaterra. Todas as terras inglesas com mais de 3000 pés (aproximadamente 900 metros) acima do nível do mar encontram-se neste parque, notadamente a maior montanha da Inglaterra, o Scafell Pike, com uma altura de 978 m.
The Lakes (Os Lagos), como também é chamada a região, ficaram famosos durante o início do século XIX graças às poesias e escritos de William Wordsworth. Essa região descampada apresenta cenas maravilhosas para artistas e fotógrafos, e muitos visitantes são para lá atraídos em busca de uma boa caminhada.
William wordsworth, disse um dia, Os Lagos são a paisagem mais bonita que o homem pode encontrar.
Em 2017, o Lake District Inglês foi declarado Património Mundial da UNESCO.

Panorama de Keswick parte de Lake District, Inglaterra.